# Тахо-Годи, Муминат Алибековна
Муминат Алибековна Тахо-Годи (26 июня 1931, г. Москва, РСФСР, СССР — 30 июня 2021, г. Москва, Россия) — советский и российский учёный-филолог, литературовед, специалист по французской литературе. Доктор филологических наук, профессор. Заслуженный деятель науки Северо-Осетинской АССР. 

## Биография
Родилась 26 июня 1931 года в Москве. Происхождением из Дагестана, села Урахи (ныне Сергокалинского района). Даргинско-русского происхождения.
Отец — Тахо-Годи, Алибек Алибекович — видный государственный деятель, юрист. Первый нарком просвещения, нарком юстиции и труда, прокурор и председатель нарсуда ДАССР. Член ЦИК СССР, профессор МГУ им М. В. Ломоносова. Мать — Нина Петровна Семенова (1896—1982). После расстрела отца и ареста матери в 1938 г. переехала во Владикавказ к дяде, известному кавказоведу и лермонтоведу, профессору Леониду Петровичу Семёнову (1886—1959).
С отличием окончила среднюю школу, после чего поступила на филологический факультет Северо-Осетинского государственного педагогического института и также с отличием закончила его. Затем окончила аспирантуру в Ленинградском педагогическом институте им Герцена, где и защитила в 1958 году кандидатскую диссертацию о «Кола Брюньоне» Ромена Роллана под руководством профессора Алексея Львовича Григорьева (1904—1990). Сотрудничала в 1960-е гг. с Е. Г. Эткиндом, участвовала в изданном им сборнике «Писатели Франции» (1964) и напечатала рецензию «Переводчик — прежде всего поэт» (Дружба народов. 1964. № 11) на его книгу «Поэзия и перевод» (М.-Л.: Советский писатель, 1963). 
В 1977 году защитила в МГУ имени М. В. Ломоносова докторскую диссертацию о поэтике романа Ромена Роллана «Жан-Кристоф».
С конца 1950-х до 2004 года работала в Северо-Осетинском государственном университете им. К. Л. Хетагурова, с 1981 по 1996 годы — профессор, заведующая кафедрой русской и зарубежной литературы филологического факультета. Воспитала 2 докторов и 7 кандидатов наук. Содействовала чтению лекций в СОГУ известных ученых — Б. В. Аверина, Я. С. Белинкиса, Л. К. Долгополова, В. М. Марковича, Т. Л. Мотылёвой, Л. Г. Фризмана и др.
Автор более сотни научных работ, ответственный редактор научных сборников по литературе и эстетике русской и зарубежной литературы, в том числе посвященных наследию Л. П. Семенова: «Л. П. Семенов — историк и критик русской литературы. Учебное пособие» (Орджоникидзе: Изд-во. СОГУ, 1986); «Научное наследие Л. П. Семенова и проблемы комплексного изучение литературы и культуры Северного Кавказа. Сборник научных трудов» (Орджоникидзе: Изд. СОГУ, 1988).
В 1970—1980-е гг. преимущественно занималась проблемами стиля и взаимодействием искусств, выпустила учебное пособие «Искусство и зарубежный роман» (Орджоникидзе: Изд. СОГУ, 1981). В 1990-е годы занялась творчеством Ксавье де Местра и его связями с Кавказом и А. С. Пушкиным .
М. А. Тахо-Годи посвящен философом Алексеем Федоровичем Лосевым четвёртый том «Истории античной эстетики» — «Аристотель и поздняя классика» (1975), в соавторстве с А. Ф. Лосевым написана книга «Эстетика природы. Природа и её стилевые функции у Р. Роллана» (опубл. в 2006 г.; издание включает библиографию её трудов и письма к ней Марии Роллан (урожденной Марии Павловны Кювилье).
Скончалась в возрасте 90 лет в городе Москва, где проживала с 2004 г. вместе с сестрой Азой Алибековной Тахо-Годи, и дочерью, Еленой Аркадьевной Тахо-Годи. Похоронена на Ваганьковском кладбище рядом с философом Алексеем Федоровичем Лосевым и братом Хаджи-Муратом Алибековичем Тахо-Годи.